# Tiroteo de Comas de 2023
El tiroteo de Comas fue un atentado perpetrado el 3 de junio de 2023 por sicarios de origen venezolano, en el distrito de Comas en Lima, Perú. El suceso dejó dos muertos y ocho heridos.

## Violencia en el distrito
Comas ocupa el puesto cuarto de distritos con más ataques relacionados al crimen organizado, en el mismo distrito se dieron dos matanzas, en abril y junio de 2022.

### Masacre de abril
La masacre del 7 de abril ocurrió a las 10:00 p. m. hora peruana en el mercado local del pueblo joven Año Nuevo, las tres víctimas se encontraban conversando cuando fueron sorprendidos por un motorizado que los disparó por la espalda diez veces, dos de ellos cayeron al instante y uno logró correr algunos kilómetros pero sin poder escapar.
La DEPINCRI de la Policía Nacional del Perú acudió luego del ataque y levantó los cuerpos, además informaron que los atacantes eran sicarios, la identidad de las víctimas se mantuvo en oculto y no se llegó a hacer público. Un anónimo entrevistado por El Popular informó que la masacre se dio porque los difuntos brindaban información a los policías respecto a las actividades delictivas del distrito.

### Masacre de junio
La masacre del 19 de junio se dio en dos puntos específicos del distrito, en el parque de Los Bomberos y la avenida 22 de agosto. Las personas afectadas se encontraban celebrando las festividades del día del Padre, aprovechando ese contexto dos sujetos acudieron cronológicamente desde Los Bomberos hasta 22 de agosto para realizar su cometido. La identidad de los asesinados no se hizo pública.
La DEPINCRI de la Policía Nacional del Perú informó el 27 de julio del mismo año la captura de Jonathan Espinoza Sánchez (27) y Moisés Allende Valentín (29) y pistolas  por la masacre del 19 de junio, según la teoría de la PNP fue Espinoza quien realizó los disparos contra sus víctimas. Los posibles culpables fueron detenidos acusados de realizar la masacre.

## Descripción
El atentado fue en el pueblo joven de Año Nuevo, sitio en donde también se dio una de las masacres de 2022. Más específicamente, los atacantes fueron cuatro sujetos catalogados de «extranjeros» por la Policía Nacional del Perú (PNP) y que llegaron en motos, éstos ingresaron a una fiesta de cumpleaños que se celebraba y dispararon al azar a los que se encontraban dentro de la casa, terminado su accionar, los asesinos se dieron a la fuga en sus vehículos.
Los mismos sobrevivientes trasladaron a los heridos hacía hospitales nacionales de Sergio Bernales y Santa Luzmila, mientras que los cuerpos fueron recogidos por la PNP. Las investigaciones policiales aseguraron que los atacantes formaban parte de «una mafia de tráfico ilícito de drogas».